# Queen of Chinatown
Queen of Chinatown è il quinto singolo della cantante francese Amanda Lear, pubblicato nel 1977. Successivamente verrà inserito nella terza edizione del suo primo album I Am a Photograph in cui inizialmente non compariva.

## Descrizione
Queen of Chinatown è un brano scritto dalla stessa Lear e Anthony Monn, (produttore tedesco di molti successi euro disco), riconosciuto ancora oggi tra le maggiori hit della Lear. Il singolo ha riscontrato un grande successo in Europa, raggiungendo il secondo posto in Italia e Germania.
Il brano, dallo stile euro disco, con un arrangiamento orientaleggiante che richiama i temi del brano, è stato pubblicato come sesto e ultimo singolo dall'album di debutto I Am a Photograph alla fine del 1977, seppure inserito solo successivamente nella riedizione dell'album, sostituendo La Bagarre.
Il brano è stato inoltre pubblicato come lato B dell'edizione brasiliana del singolo Tomorrow e dell'edizione messicana del singolo Blood & Honey, con il titolo La dama de negro.
Il lato B, Alphabet, è stato scritto dalla stessa Lear con Anthony Monn ed è estratto anch'esso dall'album I Am a Photograph. Cantato in inglese e in gran parte basato sulla melodia dal Preludio in do minore BWV 999 di Bach. Il brano è stato poi tradotto in altre lingue e utilizzato come lato B di Queen of Chinatown e di altri singoli, in base al paese di pubblicazione. In Italia è stata pubblicata una versione in italiano intitolata Alphabet (Italian Version). Una versione in francese del brano, intitolata Mon alphabet è stata pubblicata come lato B dell'edizione d'Oltralpe del singolo Tomorrow.
L'edizione giapponese del singolo, presenta invece come lato B il brano The Lady in Black, altrove pubblicato come lato B di Tomorrow. Esiste inoltre un'edizione olandese del disco, pubblicata nel 1977 dalla Ariola, che presenta le tracce invertite: Alphabet sul lato A e Queen of Chinatown sul lato B.

## Remix e Remake
- La Lear ha inciso un remake di Queen of Chinatown nel 1998 per l'album Back in Your Arms, pubblicato come singolo promozionale in vinile dall'etichetta Minor Mag Music. Nel 2008 ne è stata pubblicata una seconda versione dance per l'album With love.
- Nel 2004 il gruppo Housekeepers ha prodotto un pezzo house dal titolo Go Down (To The Queen of Chinatown) basato su sample della versione originale.
- Nel 2006 il DJ tedesco DJenetix ha remixato il brano in una nuova versione house, mentre il DJ ungherese Sterbinszky ha prodotto un remix di Queen of Chinatown, utilizzando un sample della versione originale.

## Tracce
7" Germania 1977
1. Queen of Chinatown – 4:15 (Amanda Lear, Anthony Monn)
2. Alphabet – 4:00 (Amanda Lear, Anthony Monn, Johann Sebastian Bach)

Durata totale: 8:15
7" Italia 1977
1. Queen of Chinatown – 4:15 (Amanda Lear, Anthony Monn)
2. Alphabet (Italian Version) – 4:00 (Amanda Lear, Anthony Monn, Johann Sebastian Bach)

Durata totale: 8:15
7" promo Italia 1977
1. Queen of Chinatown – 4:15 (Amanda Lear, Anthony Monn)
2. Queen of Chinatown – 4:15 (Amanda Lear, Anthony Monn)

Durata totale: 8:30
7" Paesi Bassi 1977
1. Alphabet – 4:00 (Amanda Lear, Anthony Monn, Johann Sebastian Bach)
2. Queen of China-Town – 4:15 (Amanda Lear, Anthony Monn)

Durata totale: 8:15
7" Giappone 1978
1. Queen of Chinatown – 4:15 (Amanda Lear, Anthony Monn)
2. The Lady In Black – 3:30 (Amanda Lear, Anthony Monn)

Durata totale: 7:45
12" Italia 1998
1. Queen Of Chinatown (Paramour Radio Vox) – 4:22 (Amanda Lear, Anthony Monn) – Remix Paramour
2. Queen Of Chinatown (Paramour Summer Mix) – 9:14 (Amanda Lear, Anthony Monn) – Remix Paramour
3. Queen Of Chinatown (Super Eel Cool Gran Manzana) – 7:25 (Amanda Lear, Anthony Monn) – Remix Super Eel Cool
4. Queen Of Chinatown (Blow Appella) – 7:00 (Amanda Lear, Anthony Monn) – Remix Blow Productions

Durata totale: 28:01

## Crediti
- Amanda Lear - voce

## Classifiche
| Classifica (1977–78) | Posizione |
| -------------------- | --------- |
| Austria              | 11        |
| Finlandia            | 18        |
| Italia               | 2         |
| Svizzera             | 5         |
| Germania             | 2         |

## Edizioni
- 1977 - Queen Of China-Town/Alphabet (Ariola, 11 366 AT, 7", Germania)
- 1977 - Alphabet/Queen of China-Town (Ariola, 11 661 AT, 7", Paesi Bassi)
- 1977 - Queen Of Chinatown/Alphabet (Prelude In C By J.S. Bach) (Eurodisc, 911133 - 11366, 7", Francia)
- 1977 - Queen Of Chinatown/Alphabet (Italian Version) (Polydor, 2060 150, 7", Italia)